# 半人馬座V827
半人馬座V827，又名CD-50 7998，HD 119419、SAO 241120、HR 5158，是半人馬座的一颗恒星，视星等为6.47，位于銀經311.35，銀緯10.99，其B1900.0坐标为赤經13h 37m 59s，赤緯-50° 10.99′ 30″。